# 阿尔诺
阿尔诺，是主要使用于芬兰的芬蘭語男性名。以下知名人物使用此名：
- 阿尔诺·卡尔希洛（芬蘭語：Aarno Karhilo）（1927年3月22日－2008年9月3日），芬兰外交官。
- 阿尔诺·拉尼宁（芬蘭語：Aarno Raninen）（1944年4月27日－2014年9月3日），芬兰歌手、词曲作者、音乐家。
- 阿尔诺·林内（芬蘭語：Aarno Rinne）（1941年7月11日－），芬兰足球运动员。
- 阿尔诺·鲁苏沃里（芬蘭語：Aarno Ruusuvuori）（1925年1月14日－1992年2月22日），芬兰建筑师、教授，芬兰建筑博物馆馆长。
- 阿尔诺·马利涅米（芬蘭語：Aarno Maliniemi）（1892年5月9日－1972年10月8日），芬兰历史学家。
- 阿尔诺·于尔约-科斯基宁（芬蘭語：Aarno Yrjö-Koskinen）（1885年12月9日－1951年6月8日），芬兰政治家、特使、男爵。
- 阿尔诺·佩索宁（芬蘭語：Aarno Pesonen）（1886年10月14日－1927年2月12日），芬兰教育家、政治家。
- 阿尔诺·苏尔卡宁（芬蘭語：Aarno Sulkanen）（1940年4月1日－），芬兰演员。
- 阿尔诺·图尔佩伊宁（芬蘭語：Aarno Turpeinen）（1971年3月21日－2022年6月8日），芬兰职业足球运动员。